# Julij Mihajlovics Brascsajko
Julij Mihajlovics Brascsajko (ukránul: Юлій Михайлович Бращайко; Mélyút, 1879. április 19. – Ungvár, 1955. október 9.), egyes forrásokban esetenként magyaros névváltozatban Brascsajkó Gyula ruszin jogász, politikus, közéleti személyiség. A kárpátaljai ruszinok ukranofil irányzatához tartozott. Mihajlo Brascsajko bátyja.
Az Ungvári járásban, a Szerednyéhez közeli Mélyút (Hliboke) faluban született. A máramarosszigeti és az ungvári gimnáziumba járt, jogot Budapesten tanult. A jogi diploma megszerzése után Huszton és Ungváron dolgozott ügyvédként.
Aktív politikai és közéleti tevékenysége 1918–1919-ben kezdődött. Részt vett a huszti Központi Néptanács létrehozásában, és szorgalmazta a Kijev központú Ukrajnához csatolását. Alapító tagja volt az Ungvári Ruszin Néptanácsnak is. Igyekezett gátolni azokat a magyar törekvéseket, amelyek ruténföld autonómiájának biztosításával akarták a magyar állam keretei között tartani Kárpátalját.
1919 tavaszán Brascsajko számára világossá vált, hogy az ukrán állam létrehozása és Kárpátalja Ukrajnához csatolása elveszítette realitását, ezért jelentősen módosította politikai nézeteit, ezt követően Kárpátalja és a ruszinság csehszlovák orientációját támogatta, és szorgalmazta a terület Csehszlovákiához csatolását.
1919 tavaszán a Kárpátaljai Központi Néptanács elnökhelyettesévé választották. Jelentős szerepe volt abban, hogy a Tanács 1919. május 5-én határozatot fogadott el Kárpátalja (Podkarpatszka Rusz) Csehszlovákiához történő csatlakozásáról. 1919–1920-ban a Néptanács direktóriumának tagja volt.
Az 1920-as, 1930-as években a kárpátaljai ruszinok ukrán irányzatának egyik fő közéleti személyisége volt. 1920-ban saját pártot alapított Ruszin Parasztpárt néven. 1923-ban azonban a Keresztény-Nemzeti Párthoz csatlakozott, és tagja lett a párt elnökségének is. A Kárpátalján is megalakult Proszvita közművelődési társaság első elnöke volt. 1932–1938 között Ukrajinszka szlova címen saját újságot adott ki. Részt vett a két világháború közötti kárpátaljai gazdasági élet fejlesztésében is, nevéhez fűződik a Kárpátaljai Bank és a Nagyija (remény) szervezet megalapítása.
A Podkarpatszka Rusz alapjain létrejött, 1938 októbere és 1939 márciusa között létezett Kárpát-Ukrajna autonóm terület szojmjának (parlament) képviselőjévé választották, ahol a határügyi bizottság munkáját irányította. Kárpát-Ukrajna függetlenségének 1939. március 14-i kikiáltása után tagja lett a kormánynak, amelyben az ipari, kereskedelmi és pénzügyminiszteri posztot töltötte be.
Kárpátalja Magyarországhoz történt visszacsatolása, a mindössze két napig létezett kárpátukrán állam felszámolása után a szojm Budapestre küldte, hogy Kárpátalja autonóm státusáról tárgyaljon a magyar vezetéssel. Budapesti útja azonban sikertelen maradt, a magyar politikai körök nem mutattak érdeklődést a szojm javaslatai iránt.
A második világháború alatt nem folytatott aktív politikai tevékenységet, ügyvédként dolgozott. Az 1944 őszén a Kárpátalját elfoglaló szovjet csapatokkal érkezett SZMERS-különítmény – a ruszin függetlenségi mozgalom más képviselőihez hasonlóan – 1944. december 1-jén Huszton Brascsajkót is letartóztatta. Deportálták, a Donyec-medencében lévő Janekijeve bányájába került kényszermunkára.
Az 1950-es évek elején bocsátották szabadon. Kárpátaljára történt visszatérése után először Dombón (Dubove) jogi tanácsadóként dolgozott. Hamarosan azonban elbocsátották. 1955-ben bekövetkezett haláláig alkalmi munkákból élt.